# Kenta Yamafuji
Kenta Yamafuji (japanisch 山藤 健太 Yamafuji Kenta; * 14. November 1986 in Sagamihara, Präfektur Kanagawa) ist ein ehemaliger japanischer Fußballspieler.

## Karriere
Kenta Yamafuji erlernte das Fußballspielen in der Universitätsmannschaft der Heisei International University. Seinen ersten Vertrag unterschrieb er 2009 bei Arte Takasaki. Der Verein spielte in der dritthöchsten Liga des Landes, der damaligen Japan Football League. Für den Verein absolvierte er 85 Ligaspiele. 2012 wechselte er zum Ligakonkurrenten Sony Sendai FC. Für den Verein stand er 64-mal auf dem Spielfeld. 2014 wechselte er nach Kanazawa zum Drittligisten Zweigen Kanazawa. 2014 wurde er mit dem Verein Meister der dritten Liga und stieg in die zweite Liga auf. Für den Verein absolvierte er 102 Ligaspiele. Im August 2017 wurde er an den Drittligisten Giravanz Kitakyushu ausgeliehen. Für den Verein absolvierte er acht Ligaspiele. 2018 kehrte er zu Zweigen Kanazawa zurück. 2019 wechselte er nach Hamamatsu zum Honda FC. Mit Honda wurde er 2019 Viertligameister. Im Februar 2021 unterschrieb er in Kuwana einen Vertrag beim Ligakonkurrenten Veertien Mie. Für Mie bestritt er 30 Viertligaspiele.
Am 1. Februar 2022 beendete Kenta Yamafuji seine Karriere als Fußballspieler.

## Erfolge
Zweigen Kanazawa
- J3 League: 2014

Honda FC
- Japan Football League: 2019